# Џо Шмит
Џо Шмит (енгл. Joe Schmidt; 12. септембар 1965) бивши је новозеландски рагбиста, а садашњи рагби тренер. Играо је рагби на Новом Зеланду и у Ирској, а има држављанство обе земље. Као тренер започео је рад на Новом Зеланду, био је у стручном штабу екипе Беј оф Пленти која игра у ИТМ Купу и Блузса, екипе која игра у супер рагбију. Његова филозофија рагбија базира се на интелигентој и агресивној одбрани и анализи противника. 2007, напушта Нови Зеланд и одлази у Европу. Био је тренер линије (бекова) у француском Клермону, па главни тренер у ирском Ленстеру. Са Ленстером је забележио 77 победа у 99 мечева. Освојио је два купа европских шампиона, келтску лигу и куп изазивача. 29. априла 2013, именован је за селектора Ирске. Под тренерском палицом Шмита Ирска је одиграла једну од најбољих утакмица у новијој историји рагбија, када је водила 19-0 против Ол блекса али је претрпела пораз 22-24. Ирска је освојила два узастопна купа шеста нација (2014 и 2015), али је на светском првенству у Енглеској, дошла само до четвртфинала где је убедљиво поражена од Аргентине. Ово се сматра неуспехом, јер су многи прогнозери очекивали двоструког узастопног шампиона Европе, у финалу или барем полуфиналу светског првенства.